# Portraits: Wind, Thunder and Love
Portraits: Wind, Thunder and Love  ist ein Musikalbum von Joseph Daley. Die am 24. und 25. April 2012 in den MSR Studios in New York City entstandenen Aufnahmen erschienen 2014 auf Daleys Label JoDaMusic.

## Hintergrund
Joseph Daleys 2014 erschienenes Album Portraits: Wind, Thunder and Love umfasst vier Konzerte, die jeweils einen oder mehrere Solisten herausstellen, darunter der Perkussionist Warren Smith u. a. in der Suite „Wispercussion“, der Geiger Charles Burnham („Dorothea and the Blues“), die Cellistin Akua Dixon und der Nadaswaram-Spieler Bill Cole (in „Shadrack“).

## Titelliste
- Joseph Daley: Portraits: Wind, Thunder and Love (JoDaMusic 002)[1]

1. Wispercussion/Five Portraits of Warren Smith/MVT 1 2:51
2. Wispercussion/Five Portraits of Warren Smith/MVT 2 2:32
3. Wispercussion/Five Portraits of Warren Smith/MVT 3 3:59
4. Wispercussion/Five Portraits of Warren Smith/MVT 4 6:44
5. Wispercussion/Five Portraits of Warren Smith/MVT 5 7:23
6. Shadrack/Portrait of Bill Cole 7:23
7. Dorothea and the Blues/Portrait of Wanda Daley 6:08
8. Industria 9:23

Die Kompositionen stammen von Joseph Daley.

## Rezeption
Nach Ansicht von Hrayr Attarian, der das Album in All About Jazz rezensierte, ist Daley, der den Großteil seines Berufslebens als Pädagoge verbrachte, ein vollendeter Künstler, der unerschrockenen Forschergeist mit einem reifen, weisen Temperament verbinde. Seine Werke würden enger Genre-Einordnung trotzen und seien erhabene Beispiele für die Universalität der musikalischen Sprache. Die Kompositionen klängen kühn innovativ und zugleich in der Tradition verankert. Sie seien frei fließend, würden mit Dissonanzen flirten und dennoch eine starke Melodie bewahren. Das fünfteilige „Wispercussion“ sei eine mitreißende und zugleich intime Hommage an den vielseitigen und einzigartigen Schlagzeuger Warren Smith. Smith, der in so unterschiedlichen Kontexten wie zugänglichem Soul-Pop und kompromissloser Avantgarde aufgetreten sei, habe trotz seines enormen Talents nicht die ihm gebührende Anerkennung erhalten.
Mit seiner dritten Veröffentlichung unter eigenem Namen (nach The Seven Deadly Sins, 2010 und The Seven Heavenly Virtues, 2013) präsentiere Daley ein umfassendes und geniales Werk, das begeistere und provoziere, so Attarian weiter. Es sei eine multikulturelle Schöpfung, die ihre Epoche und ihr Milieu perfekt widerspiegle. Wie jedes große Werk würde es jedoch in seinem Umfang Zeit und Raum überschreiten und habe alle Voraussetzungen für einen zeitlosen Klassiker.